# Slag bij Nancy
De Slag bij Nancy was een veldslag op 5 januari 1477 tussen de Bourgondiërs, onder leiding van Karel de Stoute die de stad Nancy belegerde, en troepen uit Zwitserland en Lotharingen, aangevoerd door René II, hertog van Lotharingen. Karel sneuvelde tijdens deze laatste slag van de Bourgondische Oorlogen.

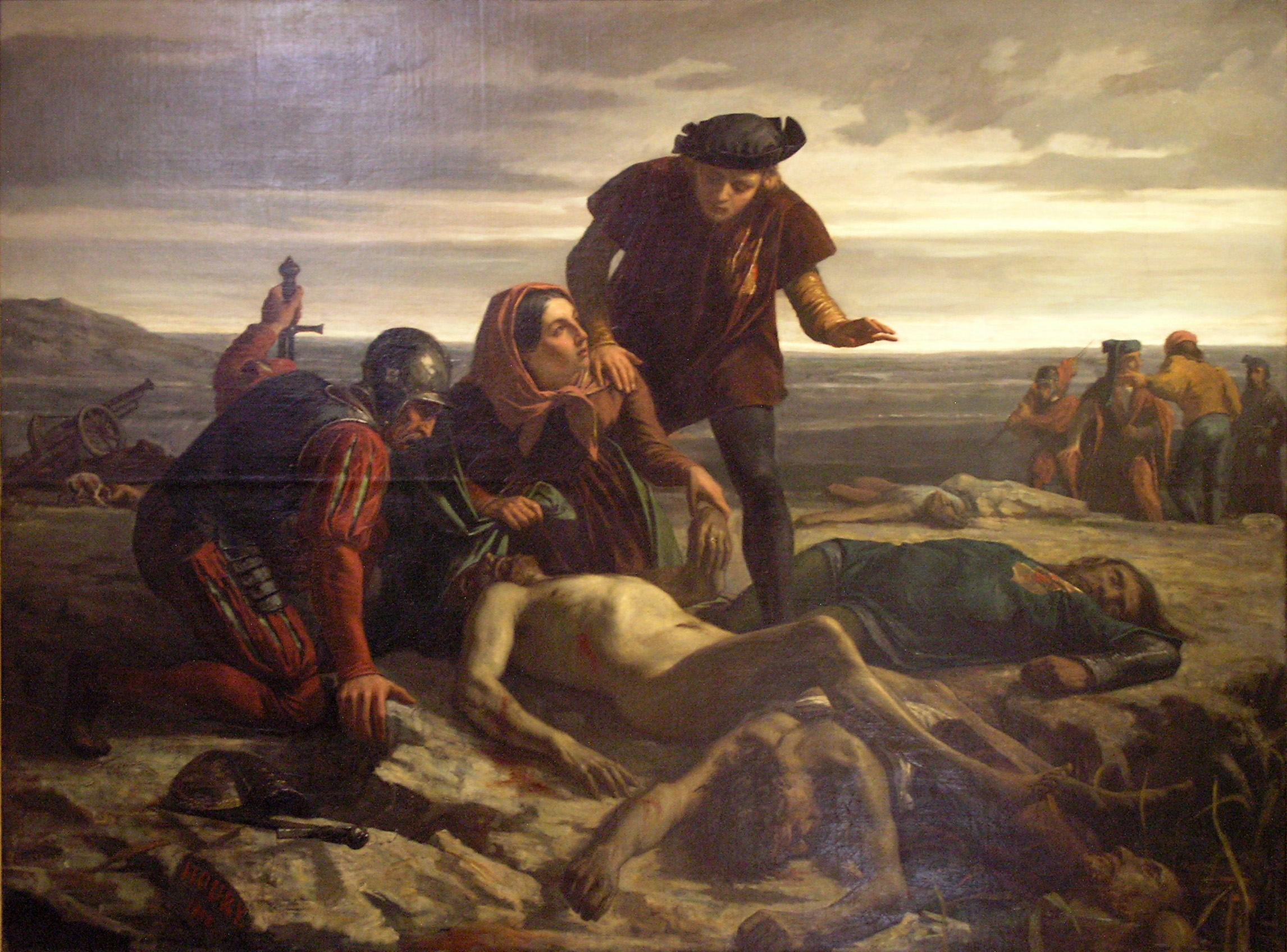
Vondst van het lijk van Karel de Stoute
schilderij uit 1862 in het Musée Lorrain, Nancy

## Aanleiding
Karel wilde Lotharingen aan zijn bezittingen toevoegen in zijn ambitie om zijn rijk uit te breiden van de Noordzee tot de Middellandse Zee. Lotharingen werd tevens geconfronteerd met de veroveringszucht van de Franse koning, Lodewijk XI.
In zijn pogingen om zijn onafhankelijkheid te bewaren sloot René II te Trier een verdrag met Karel, waarin hij beloofde geen alliantie aan te gaan met de Franse koning. Karel interpreteerde het verdrag ruim en besloot de voornaamste centra van het gebied te bezetten: Épinal, Amance... In 1475 ging hij zelfs zover dat hij geheel Lotharingen onder zijn heerschappij wilde brengen en hij belegerde daartoe Nancy op 24 oktober.

## Eerste fase van de slag

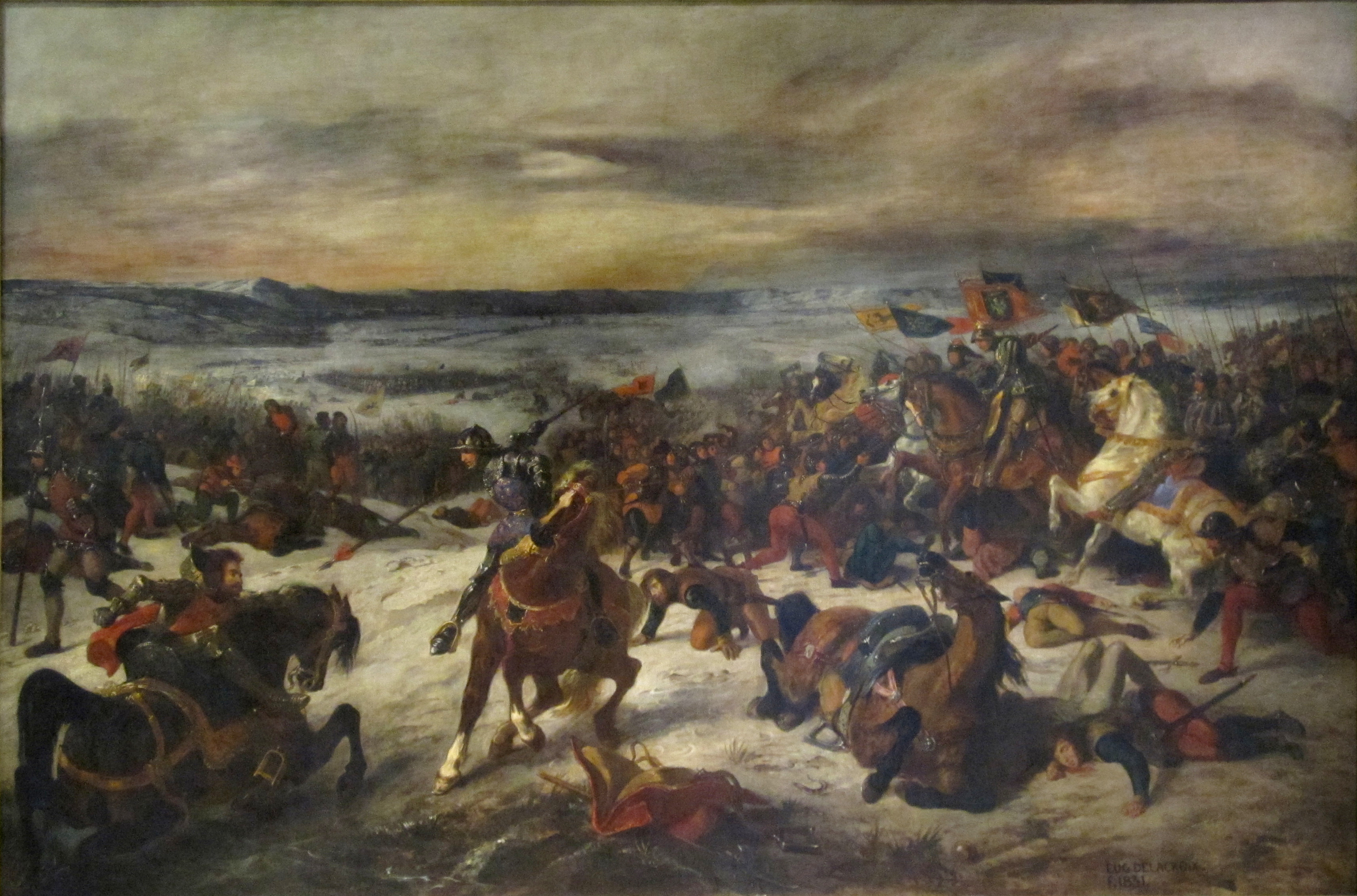
De slag bij Nancy

Naast de klassieke wapens waarover soldaten in die tijd beschikten (hellebaard, kruisboog, piek) stonden in Nancy ook bombardes opgesteld die projectielen tot 300 pond konden afvuren. De verdedigers waren ook uitgerust met primitieve handvuurwapens (serpentijnen). Het zwakke punt in hun verdediging was echter het gebrek aan levensmiddelen waardoor de stad zich na een beleg van een maand aan Karel overgaf. Op 30 november 1475 trok hij plechtig de stad binnen en riep hij zichzelf uit tot hertog van Lotharingen.
Karels prestige kreeg een deuk na zijn nederlagen tegen de Zwitserse troepen in de Slag bij Grandson en de Slag bij Murten. De weerstand van de Lotharingers nam toe door een hogere belastingdruk en het afschaffen van privileges. René II buitte deze situatie uit door een aantal steden te heroveren met steun van de Zwitsers en de stad Straatsburg. Ook Nancy gaf zich op 6 oktober 1476 over na enkele weken belegering. René kondigde een algemene amnestie af.

## Tweede fase en nasleep
Karel, die niet ver uit de buurt was, belegerde Nancy opnieuw vanaf 22 oktober. René II vertrok naar Zwitserland om steun te zoeken en liet de verdediging van zijn stad over aan 2.000 soldaten uit Lotharingen, Gascogne en de Elzas. Karel was afgesneden van zijn thuisbasis en 400 van zijn soldaten stierven van de kou. Ook de verdedigers leden onder de winterkoude: door het bevroren water konden ze de branden niet blussen die Karels troepen stichtten.
Met financiële steun van Lodewijk XI had René intussen een troepenmacht van 14.000 man verzameld waarmee hij in januari 1477 Lotharingen binnentrok. Karel beschikte over 15.000 man waarvan hij de helft verloor door koude en desertie wegens laag moreel. Hij stelde zijn leger op een plaats op die hem weinig bewegingsvrijheid gaf achter de beek van Jarville en links van het bos van Saurupt, dat hij ten onrechte als ondoordringbaar beschouwde.
René stuurde zijn voorhoede van 8.000 Zwitserse landsknechten door dit bos van Saurupt en die voorhoede sloeg de cavalerie van Karel uiteen. Ook de rechtervleugel bood weinig weerstand. Karel probeerde de opstelling van zijn troepen te herschikken maar slaagde er niet in. Zijn hoofdmacht in het centrum was nu aan drie zijden ingesloten en viel uiteen. Het garnizoen van Nancy deed een uitval en stak het Bourgondisch kamp in brand. Karel werd meerdere malen gekwetst vooraleer de Lotharings edelman Claude Bausmont hem met een hellebaard de schedel kliefde tot aan het gebit.
René trok nog dezelfde avond Nancy binnen. Het grootste deel van Karels leger sneuvelde tijdens de slag of terugtocht. Alleen de weinigen die naar Metz konden ontkomen, overleefden. Eigentijdse kronieken vermelden dat het doden van vluchtende soldaten tot drie dagen na de slag doorging.
Het lichaam van Karel werd pas op 7 januari teruggevonden in de vijver van Saint-Jean naakt, vastgevroren en door de wolven aangevreten. Hij werd te Nancy begraven in de Collégiale Saint-Georges de Nancy. Keizer Karel V liet later zijn lichaam overbrengen naar Brugge. Hij werd begraven in de Sint-Donaaskathedraal op de Burg, maar kreeg later een praalgraf in de Onze-Lieve-Vrouwekerk te Brugge.
Na de dood van Karel, die geen mannelijke opvolging had, volgde de Bourgondische Successieoorlog. De Franse koning Lodewijk XI van Frankrijk annexeerde Bourgondië en de steden aan de Somme van Karels dochter Maria van Bourgondië.